# The Lost Wild
The Lost Wild — пригодницька відеогра, яка розробляєтся Great Ape Games і буде видана Annapurna Interactive для Microsoft Windows наприкінці 2024 року або на початку 2025-го. Сюжетна історія, що розгортається на території покинутої дослідницької установи в Японії, де панують динозаври, оповідає про репортерку-розслідувачку Саскію, яка досліджує загадкові події, що сталися там. Ігровий процес має управління від першої особи, через яке гравець контролює Саскію. The Lost Wild є першим проєктом Great Ape Games і ґрунтується на ігровому рушії Unreal Engine.

## Ігровий процес
The Lost Wild є пригодницькою відеогрою від першої особи з елементами виживальних жахів. Гравець контролює репортерку-розслідувачку Саскію і пересувається територією покинутої дослідницької установи, де панують динозаври, які контролюються штучним інтелектом. У різних локаціях гравець знаходить ресурси для виготовлення пристосувань і нелетальне озброєння, які можна використовувати для відволікання або відлякнування динозаврів. Гравець також має можливість встановлювати зв'язок з певними видами динозаврів для їхньої допомоги та використовувати скритність, щоб уникати ворожих істот, адже не може вбивати їх. Гравець комунікує через рацію з неігровим персонажем, який допомагає в просуванні сюжетною історією.

## Розробка й випуск
The Lost Wild розробляється студією Great Ape Games, яка була заснована у 2018 році та складається із дев'яти співробітників. Проєкт, який є першим для студії, отримав фінансування за рахунок особистих інвестицій розробників, а також програми підтримки Epic MegaGrants від компанії Epic Games. Команда надихалася серіями Resident Evil та Dino Crisis, і такими іграми, як Trespasser (1998) та Alien: Isolation (2014), тоді як пригодницькі й наративні елементи були натхнені серією Half-Life та грою Firewatch (2016). Протягом перших років студія працювала над побудовою ігрового дизайну та прототипів, включно з 45-хвилинним відрізком ігрового процесу, який було використано для одного з трейлерів. Розробники прагнуть створити ігровий світ таким чином, щоб спонукати гравця досліджувати його в нелінійній манері, об'єднавши це з «кінематографічним та в основному лінійним наративом». The Lost Wild ґрунтується на ігровому рушії Unreal Engine, створеному Epic Games.
Great Ape Games розміщувала у соцмережах різні матеріали стосовно The Lost Wild, включно з концепт-артами, починаючи з 2018 року. У жовтні 2021-го студія випустила тизер-трейлер преальфа-версії гри. У липні 2022 року гра була представлена на показі видавця Annapurna Interactive, під час якого було продемонстровано новий трейлер. The Lost Wild буде випущена для Microsoft Windows наприкінці 2024-го або на початку 2025 року. Розробники також планують випустити порти для ігрових консолей.